# Tradescantia hirsuticaulis
Tradescantia hirsuticaulis är en himmelsblomsväxtart som beskrevs av John Kunkel Small. Tradescantia hirsuticaulis ingår i släktet båtblommor, och familjen himmelsblomsväxter. Inga underarter finns listade.